# سانتينو رايس
سانتينو رايس (بالإنجليزية: Santino Rice)‏ هو مصمم أزياء ومقدم تلفزيوني أمريكي، ولد في 20 أغسطس 1974 في ميزوري في الولايات المتحدة.

## وصلات خارجية
- الموقع الرسمي
- سانتينو رايس على موقع IMDb (الإنجليزية)
- سانتينو رايس على موقع قاعدة بيانات الفيلم (الإنجليزية)